# Murder Mystery
Murder Mystery è un film del 2019 diretto da Kyle Newacheck, con protagonisti Adam Sandler e Jennifer Aniston.

## Trama
Nick Spitz è un agente di polizia di New York e sua moglie Audrey è una parrucchiera. Audrey vuole visitare l'Europa, come Nick aveva promesso al loro matrimonio, ma pensa che non lo farà mai. Dopo la cena del loro 15º anniversario, Audrey affronta Nick, che mente dicendo che ha effettivamente prenotato il viaggio, e partono per l'Europa. Sull'aereo, Audrey incontra il miliardario Charles Cavendish, che invita la coppia a unirsi a lui sullo yacht di famiglia per una festa che celebra l'imminente matrimonio del suo anziano zio, Malcolm Quince, con l'ex fidanzata di Charles. Dopo aver visto quanto sarebbe affollato e sgradevole il loro tour in autobus precedentemente pianificato, Nick è d'accordo.
A bordo dello yacht, Nick e Audrey incontrano l'ex fidanzata di Cavendish, Suzi Nakamura, suo cugino e figlio di Quince, Tobey, l'attrice Grace Ballard, il colonnello Ulenga, la sua guardia del corpo Sergei, il Maharajah Vikram, il pilota di auto da corsa Juan Carlos e più tardi quella notte lo zio di Cavendish. Quince annuncia che la sua nuova moglie Suzi sarà l'unica a ricevere la sua eredità, credendo che gli altri fingano interesse per lui solo a causa dei suoi soldi. Prima che possa firmare il suo nuovo testamento, le luci si spengono e si riaccendono per rivelare che Quince è morto, pugnalato con un pugnale cerimoniale.
Nick, che ha mentito ad Audrey sul fatto di essere recentemente diventato un detective della polizia di New York, ordina che la stanza venga chiusa a chiave e gli ospiti tornino nelle loro stanze. Più tardi quella notte, gli ospiti trovano Tobey, morto per un apparente suicidio. All'arrivo a Monte Carlo, gli ospiti vengono interrogati dall'ispettore de la Croix, il quale crede che Nick e Audrey, "gli americani", siano colpevoli degli omicidi.
Al Gran Premio di Monaco, Nick e Audrey interrogano gli ospiti. Quella notte, Sergei li convoca nella sua stanza, dove rivela che Quince aveva sposato la fidanzata del colonnello mentre il colonnello era in coma dopo aver salvato la vita di Quince, ma era morta durante il parto assieme al loro bambino, nato morto. La coppia si nasconde nell'armadio quando qualcuno bussa alla porta, e, quando esce, scopre che Sergei è stato colpito da colpi di arma da fuoco. Quindi escono dalla finestra camminando lungo il cornicione. Nel processo, vedono il colonnello usare il filo interdentale vigorosamente e Maharajah e Grace si baciano nella sua stanza, escludendo le possibilità che qualcuno di loro sia l'assassino e che abbia ucciso Sergei. Durante la fuga, vedono al telegiornale che de la Croix ha emesso un mandato di cattura verso di loro. Audrey è furiosa nell'apprendere che Nick non è in realtà un detective e ha mentito sulla prenotazione del viaggio in anticipo.
Gli ospiti superstiti dello yacht nella notte dell'omicidio di Quince si spostano sul Lago di Como, dove il vecchio miliardario possedeva una lussuosa dimora, Nick vede per caso Suzi camminare per la strada.
Nick segue Suzi in una biblioteca di Como dove trova Audrey, che rivela che anche Cavendish è nell'edificio. Si rendono conto che Cavendish e Suzi sono ancora innamorati e, presumibilmente, gli assassini stanno pianificando di dividere l'eredità. La coppia è costretta a fuggire a causa di un uomo nascosto tra gli scaffali che si mette a sparare contro di loro, mancandoli. Usciti dalla biblioteca si imbattono in Juan Carlos. Nel frattempo incontrano Suzi, che viene però uccisa con un dardo da una persona mascherata. Nick cerca di inseguire l'assassino assieme Juan Carlos, ma riesce solamente a colpirlo in faccia con un piatto. Nick e Audrey vanno quindi alla villa di Quince per affrontare Cavendish, ma lo trovano morto per avvelenamento.
La coppia convoca de la Croix e gli altri ospiti, il colonnello, Grace, Maharajah e Carlos, che hanno tutti un alibi. Nick e Audrey deducono che Grace sia l'assassina; ha convinto Tobey ad uccidere suo padre, prima di ucciderlo e ha sterminato gli altri eredi. Grace rivela di essere la figlia di Quince, rivelando quindi di non essere nata morta, e che i soldi le appartengono, negando però di essere l'assassina. Tuttavia, Audrey dimostra la sua colpevolezza facendole mostrare il taglio causatole dal piatto tirato da Nick, che teneva nascosto sotto il cappello, venendo quindi arrestata.
Mentre festeggiano, Nick e Audrey scoprono che l'alibi di Grace è ancora valido, poiché, mentre Sergei veniva ucciso, lei era a bere con il Maharajah, e quindi ci deve essere un altro assassino. Si rendono conto che Carlos è il secondo assassino, che ha collaborato agli omicidi per vendicarsi di un incidente avuto da suo padre in cui aveva perso entrambe le gambe, poiché Quince era il suo sponsor. Carlos tiene in ostaggio de la Croix e fugge, mentre Nick e Audrey si lanciano in un inseguimento in auto, riuscendo a far schiantare la sua auto. Carlos però li tiene tutti sotto tiro, ma viene investito dal caotico autobus su cui Nick e Audrey sarebbero dovuti salire all'inizio del loro viaggio.
De la Croix ringrazia la coppia e si offre di aiutare Nick a essere promosso detective. Il film si conclude con Nick e Audrey che continuano la loro vacanza a bordo del leggendario Orient Express, per gentile concessione dell'Interpol.

## Produzione
Inizialmente, nel giugno 2012, il film doveva essere diretto da John Madden, con Charlize Theron protagonista, su una sceneggiatura di James Vanderbilt; successivamente il progetto fu acquistato dalla Walt Disney Studios e Kevin McDonald subentrò come regista. Nell'aprile 2013 si unirono al cast Colin Firth, Adam Sandler ed Emily Blunt, ma i legali della Blunt e di Firth negarono l'accordo. Nel settembre 2013, John Madden e Charlize Theron lasciano il progetto e Anne Fletcher viene scelta come regista dalla Weinstein Company, entrata nel progetto. Nel marzo 2018, Jennifer Aniston si unisce al cast ed il film passa a Netflix.
Le riprese del film sono iniziate il 14 giugno 2018 a Montréal, e sono proseguite tra Santa Margherita Ligure, il Lago di Como e Milano.

## Promozione
Il primo trailer del film viene diffuso il 26 aprile 2019.

## Distribuzione
La pellicola è stata distribuita su Netflix a partire dal 14 giugno 2019.

## Accoglienza
È stato il quinto titolo più popolare dell'anno tra i programmi di Netflix, terzo tra i film, ed è diventato il quinto film originale più visto di sempre su Netflix, con 73 milioni di visualizzazioni.

### Critica
Sull'aggregatore di recensioni Rotten Tomatoes il film riceve il 49% delle recensioni professionali positive, con un voto medio di 4,75 su 10 basato su 41 critiche, mentre su Metacritic ottiene un punteggio di 38 su 100, basato su 17 critiche.

### Primati
Il film segna il nuovo record di visualizzazioni su Netflix, dove 30.869.863 account hanno visto il film nei primi tre giorni di distribuzione.

## Riconoscimenti
- 2019 - E! People's Choice Awards[14][15]
  - Miglior film commedia
  - Candidatura per la miglior star maschile ad Adam Sandler
  - Candidatura per la miglior star femminile a Jennifer Aniston
  - Candidatura per la miglior star comica ad Adam Sandler

## Sequel
Nell'ottobre 2019, Netflix annuncia il sequel del film, che vedrà il ritorno della coppia Sandler-Aniston e di James Vanderbilt come sceneggiatore, mentre alla regia ci sarà Jeremy Garelick.